# 瓦勒达尔格农
瓦勒达尔格农（法語：Val-d'Arguenon，發音：[val daʁɡənɔ̃]）是法国阿摩尔滨海省迪南区的市镇，面积38.05平方千米，2022年1月1日人口为2,814人。其于2025年1月1日由原市镇普莱旺和普吕迪诺合并而成，行政中心位于普吕迪诺。
瓦勒达尔格农是一个新市镇，两个原市镇为该新市镇的委派市镇。

## 地名
“瓦勒达尔格农”（Val-d'Arguenon）一名在法语中意为“阿尔格农河谷”。

## 地理
瓦勒达尔格农（48°31'54.0"N, 2°16'7.4"W）面积38.05平方千米，位于法国布列塔尼大區阿摩尔滨海省，该省份为法国西北部沿海省份，位于布列塔尼半岛北部，北濒大西洋英吉利海峡，西接菲尼斯泰尔省，南至莫尔比昂省，东临伊勒-维莱讷省。
与瓦勒达尔格农接壤的市镇（或旧市镇、城区）包括：圣波唐、圣洛尔梅勒、普朗科埃特、布尔瑟勒、阿尔格农河畔普洛雷克、普莱代利亚克、朗代比亚。
瓦勒达尔格农的时区为UTC+01:00、UTC+02:00（夏令时）。

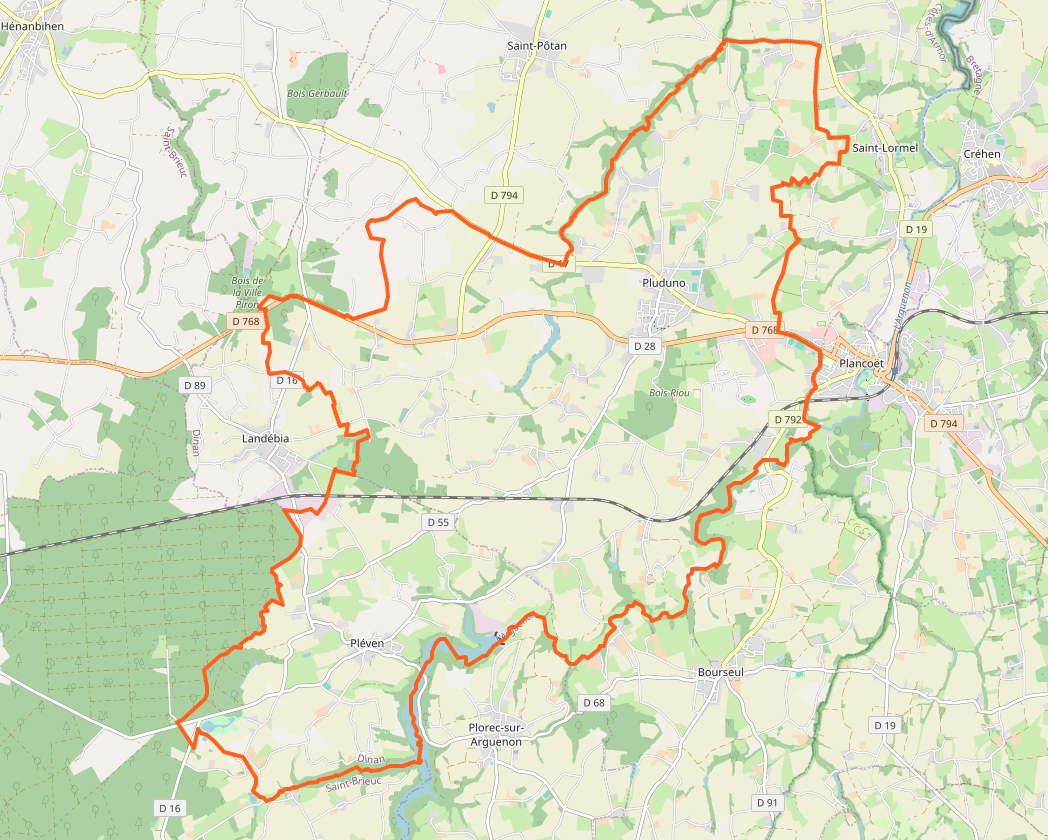
瓦勒达尔格农的OSM定位图

## 行政
瓦勒达尔格农的邮政编码为22130，INSEE市镇编码为22237。

## 政治
瓦勒达尔格农所属的省级选区为普朗科埃特县。

## 人口
瓦勒达尔格农于2022年1月1日时的人口数量为2814人。